# Dendrobium densiflorum
Дендробіум густоцвітний (Dendrobium densiflorum) — вид рослини родини орхідні.

## Будова
Епіфітна рослина має густі запашні суцвіття, що досягають 25 см та виростають з основи стебла. Губи квітів яскраво оранжеві, інші частини квітки — жовті.

## Поширення та середовище існування
Зростає в Індії.

## Практичне використання
З рослини добувають фенантрен.